# 堀江頼忠
堀江 頼忠（ほりえ よりただ、生年不明 - 元和3年9月12日（1617年10月11日））は里見氏の家臣・家老。
堀江氏は元は「堀内」と称していたが、天文3年、里見氏の内訌後、堀内から堀江へと改めたとされる。一方で、足利義明の近臣に「堀江」氏がいることも確認されている（『快元僧都記』）。
足利義明の家臣に堀江下総守・堀江大蔵丞が存在することから、その系統とも考えられる。
天正15年（1587年）段階とされる神野寺棟札銘で「堀能」（堀江能登守）が確認される。この時点で受領名能登守を名乗っていた。
慶長7年（1602年）正月21日、鶴谷八幡宮棟札銘で頼忠の名乗りが確認できる。
以上のことから天正15年以前に元服し、受領を授与されていたことになる。里見義頼の一字を得て頼忠と名乗ったと思われる。
里見氏の常陸国鹿島領支配において、重要な役割を果たしていた。
慶長16年（1613年）、里見忠義は伯耆国倉吉に国替えとなり、頼忠はこれに同行する。伯耆において里見忠義は義頼・義康・忠義三代にわたる功績に対して頼忠に名字里見を授与したものと思われ、里見能登守頼忠を名乗っている｡
館山市にある頼忠寺は彼が再興した寺院であると伝えられている。